# Косівська міська територіальна громада
Косівська міська громада — територіальна громада в Україні, в Косівському районі Івано-Франківської області. Адміністративний центр — м. Косів.
Площа громади — 326,8 км², населення — 32 821 осіб (2020).

## Населені пункти
У складі громади 1 місто (Косів) і 14 сіл:
- Бабин
- Вербовець
- Город
- Микитинці
- Пістинь
- Річка
- Смодна
- Снідавка
- Соколівка
- Старий Косів
- Черганівка
- Шепіт
- Шешори
- Яворів